# サザエオールスターズ
サザエオールスターズは、TBS系列『さんまのSUPERからくりTV』内で結成された、小倉優子を中心とする国民的歌手を目指すバンドのこと。

## 概要
小倉優子が自らの楽器の腕を示すため、ゴルフ対決で負けた明石家さんまに対する罰ゲームを免除するために通した企画。楽器の出来る芸能人をスカウトして結成されている。小倉優子いわく「スモールビッグバンド」（楽器編成としてはビッグバンドに近いが、明らかに人数が少ない為）。曲はサザンオールスターズのカバーが多いが、半田健人の趣味により昭和歌謡を歌うこともある。
基本的にはメンバーの全員参加を強制しておらず、活動日に他の仕事があるメンバーは参加しないことがたびたびあるが、小倉、つるのは活動日に必ず参加している。

## バンド名の由来
「サザエさんのように誰もが名前を知っている、サザンオールスターズのような国民的バンド」という小倉の発言から。命名したのは「波平」こと斉藤。また、結成当時がサザンオールスターズの活動休止騒動の真っ只中であり、そのことをネタにする意味もあった。

## 経歴
- 2006年秋、小倉優子の苦手克服企画の一環で、浅田美代子・明石家さんまとゴルフ対決した小倉優子が、罰ゲームとして横峯良郎と一緒にみんなの!かえうたに出演し歌ったのが、バンド結成のきっかけ。
- 2007年6月8日、小倉優子音楽隊結成が発表された。
- 2008年8月1日、MAZDAオールスターゲームの横浜スタジアムの5回裏終了後に初ライブ、Dream Park〜野球場へゆこう〜を演奏。
- 2009年、ユージ、冨浦を加えてサザエオールスターズを結成。
- 2009年6月14日放送分で、第6回新メンバーオーディションが行われ、山崎育三郎が、7月5日放送分で真矢の提案により「HOTEL PACIFIC」を歌い合格し、新ボーカルとして正式加入となった。
- 2009年7月19日に茅ヶ崎ヘッドラインビーチで行われたイベント「えぼしのこころ'09」で、サザエオールスターズとしての初ライブを行った（2009年8月30日放送分）。
- 2010年1月31日放送分で、川崎市産業振興会館にて、半田健人脚本による公演「昭和歌謡ミュージカル」を行った。

## メンバー
小倉優子音楽隊からのメンバー
- オグ坊…小倉優子（キーボード担当）リーダー
- カツオ…つるの剛士（トランペット担当）ツッコミ役
- （自称）エース半田…半田健人（ベース担当）
- 波平…斉藤暁（トランペット担当）
- 真矢（LUNA SEA、ドラム担当）
- 岩佐真悠子[1]（トランペット担当）

サザエオールスターズ結成後
- ユージ（ギター・ボーカル担当、練習生）
- タラちゃん…冨浦智嗣（練習生、パーカッション・ボーカル担当）
- 山崎育三郎 (ボーカル担当、現役ミュージカル俳優)

### 脱退
- さかなクン-最初期に参加。他番組のロケで荻窪音楽祭に参加できなくなり、その後は登場していない。
- 青木裕子 - TBSアナウンサー。番組中ではしばしば「TBSのゆうこりん」と呼ばれていた。

### 特別助っ人
- 今井ゆうぞう（元うたのおにいさん）
- はいだしょうこ（元うたのおねえさん）

## 参加イベント
- 荻窪音楽祭
- 群馬県沼田市上之町商店街
- MAZDAオールスターゲーム
- えぼしのこころ'09